# Weaverville (Califòrnia)
Weaverville és una concentració de població designada pel cens dels Estats Units a l'estat de Califòrnia. Segons el cens del 2000 tenia 3.554 habitants.

## Demografia
Segons el cens del 2000, Weaverville tenia 3.554 habitants, 1.513 habitatges, i 960 famílies. La densitat de població era de 38,8 habitants/km².
Dels 1.513 habitatges en un 27,9% hi vivien nens de menys de 18 anys, en un 47,1% hi vivien parelles casades, en un 12,4% dones solteres, i en un 36,5% no eren unitats familiars. En el 31,3% dels habitatges hi vivien persones soles el 13,8% de les quals corresponia a persones de 65 anys o més que vivien soles. El nombre mitjà de persones vivint en cada habitatge era de 2,3 i el nombre mitjà de persones que vivien en cada família era de 2,85.
Per edats la població es repartia de la següent manera: un 24,2% tenia menys de 18 anys, un 6,4% entre 18 i 24, un 23% entre 25 i 44, un 28% de 45 a 60 i un 18,4% 65 anys o més.
L'edat mediana era de 43 anys. Per cada 100 dones de 18 o més anys hi havia 90,7 homes.
La renda mediana per habitatge era de 30.319 $ i la renda mediana per família de 37.813 $. Els homes tenien una renda mediana de 34.091 $ mentre que les dones 24.722 $. La renda per capita de la població era de 18.297 $. Entorn del 13,2% de les famílies i el 16,3% de la població estaven per davall del llindar de pobresa.

## Poblacions més properes
El següent diagrama mostra les poblacions més properes.